# Mount Dudley
Mount Dudley är ett berg i Antarktis. Det ligger i Västantarktis. Argentina, Chile och Storbritannien gör anspråk på området. Toppen på Mount Dudley är 1 426 meter över havet, eller 1 194 meter över den omgivande terrängen. Bredden vid basen är 10,5 km.
Terrängen runt Mount Dudley är bergig åt nordost, men åt sydväst är den kuperad. Trakten är obefolkad. Det finns inga samhällen i närheten. 